# Aragon-Rundfahrt
Die Aragon-Rundfahrt (spanisch Vuelta a Aragón) ist ein spanisches Radrennen.
Das Etappenrennen wurde 1939 zum ersten Mal ausgetragen, fand dann aber lange Zeit nicht statt. Erst seit 1965 wurde es regelmäßig ausgetragen. Es fand jedes Jahr im April statt. 2005 war das Rennen Teil der UCI Europe Tour und in die Kategorie 2.1 eingestuft. Rekordsieger ist der Italiener Leonardo Piepoli, der die Rundfahrt dreimal für sich entscheiden konnte.
Seit 2018 wird das Rennen wieder ausgeführt.

## Palmarès
| - 2019 Eduard Prades - 2018 Jaime Roson - 2006–2017 nicht ausgetragen - 2005 Rubén Plaza - 2004 Stefano Garzelli - 2003 Leonardo Piepoli - 2002 Leonardo Piepoli - 2001 Juan Carlos Domínguez - 2000 Leonardo Piepoli - 1999 Juan Carlos Domínguez - 1998 Aitor Garmendia - 1997 Aitor Garmendia - 1996 Melchor Mauri - 1995 Fernando Escartín - 1994 Marino Alonso - 1993 Alfonso Gutiérrez - 1992 Luis Herrera | - 1991 Edgard Corredor - 1990 Nico Edmonds - 1989 Iñaki Gastón - 1988 Francisco Javier Mauleón - 1987 Anselmo Fuerte - 1986 Stephan Joho - 1985 José Recio - 1984 José Recio - 1983 Pedro Delgado - 1982 Carlos Hernández Bailo - 1981 Antonio Coll - 1980 Faustino Fernández Ovies - 1979 Roque Moya - 1978 José Suarez Cueva - 1977 José Nazabal - 1976 Javier Elorriaga | - 1975 Agustín Tamames - 1974 Javier Ellorriaga - 1973 Jesús Manzaneque - 1972 nicht ausgetragen - 1971 Ramón Sáez Marzo - 1970 Luis Pedro Santamarina - 1969 Jesús Manzaneque - 1968 José Manuel Abellan - 1967 José Luis Uribezubia - 1966 Salvador Conet - 1965 José Pujol - 1955–1964 nicht ausgetragen - 1954 Francisco Alomar - 1940–1953 nicht ausgetragen - 1939 Francisco Antonio Andrés Sancho |